# スーザン＝ロリ・パークス
スーザン＝ロリ・パークス（Suzan-Lori Parks、1963年5月10日 - ）は、アメリカ合衆国の劇作家・脚本家。2002年にピューリッツァー賞（戯曲部門）を受賞している。

## 戯曲
- Betting on the Dust Commander (1987)
- The Death of the Last Black Man in the Whole Entire World A.K.A. The Negro Book Of The Dead (1989–1992)
- Topdog/Underdog (1999)
- Father Comes Home from the Wars (Parts 1, 2, and 3) (2014)

## 映画
- ガール6 (1996) (脚本)
- 彼らの目は神を見ていた (2005) (テレビ映画、脚本)
- トラブル・イン・カンヌ (2010) (出演)
- ネイティブ・サン 〜アメリカの息子〜 (2019) (脚本)
- ザ・ユナイテッド・ステイツ vs. ビリー・ホリデイ (2021) (脚本)